# Detroit 1-8-7
Detroit 1-8-7 (auch Detroit 187) ist eine US-amerikanische Dramaserie, die zwischen 2010 und 2011 von den ABC Studios und Mandeville Films produziert wurde. Die Ausstrahlung begann im September 2010 und endete im März 2011. In der Hauptrolle war Michael Imperioli als Detective Louis Fitch, Mitglied einer Einheit der Detroiter Polizei, die in Tötungsdelikten ermittelt, zu sehen.
Die Ziffernfolge 1-8-7 im Titel stammt vom Paragraphen 187 des Strafgesetzbuchs von Kalifornien, in dem Mord behandelt wird. Über Kalifornien hinaus ist 187 insbesondere in Gangkreisen ein Slangausdruck für Mord. Im Bundesstaat Michigan, wo Detroit liegt, werden Tötungsdelikte ab dem Paragraph 750 des Strafgesetzbuchs aufgeführt.
Am 13. Mai 2011 wurde die Serie nach einer Staffel von ABC eingestellt.

## Handlung
Im Mittelpunkt der Serie stehen die Ermittler der Mordkommission von Detroit. Die Serie zeigt Louis Fitch und seine Kollegen, die den Kampf gegen die Kriminalität auf den Straßen von Detroit aufgenommen haben.

## Besetzung
- Michael Imperioli als Det. Louis Fitch
- Natalie Martinez als Det. Ariana Sanchez
- Jon Michael Hill als Det. Damon Washington
- James McDaniel als Sgt. Jesse Longford
- Aisha Hinds als Lt. Maureen Mason
- D. J. Cotrona als Det. John Stone
- Shaun Majumder als Det. Aman Mahajan
- Erin Cummings als Dr. Abbey Ward

## Produktion
Die Pilotfolge wurde in Atlanta, Georgia gedreht, der Rest der Serie in Detroit, Michigan. Weil die Pilotfolge zuerst im ursprünglich geplanten Mockumentary-Format produziert wurde, mussten Szenen nachgedreht werden.
Am 25. Oktober 2010 gab ABC der Serie eine volle Staffel mit 18 Episoden.

## Ausstrahlung
In den USA wurde die erste und einzige Staffel vom 21. September 2010 bis zum 20. März 2011 ausgestrahlt.

### International
In Spanien startet die Serie am 15. November 2010 auf Fox Crime. Am 29. November 2010 berichtete Variety, dass der Sender Canal+ in Frankreich die Rechte an der Serie erworben hat und plant, sie ab 2011 auszustrahlen.

## Episodenliste
| Nr. | Deutscher Titel | Originaltitel                                  | Zusammenfassung | Erstausstrahlung USA | Deutschsprachige Erstausstrahlung (D) |
| --- | --------------- | ---------------------------------------------- | --- | -------------------- | ------------------------------------- |
| 1   | —               | Pilot                                          | Detektiv Louis Fitch hilft seinem neuen Partner Detective Washington in die Mordkommission hineinzufinden, während der Untersuchung eines Doppelmordes in einer Apotheke. Sergeant Longford und Detective Mahajan untersuchen den Mord an einen in einem Bahnhof gefundenen Rechtsanwalt. Als die Forensik die Fälle verbindet, erkennen sie, dass sie es mit einem Serienmörder zu tun haben, der Rache an denjenigen nimmt, von denen er glaubt, dass sie ihm seine Familie genommen haben. | 21. Sep. 2010        | —                                     |
| 2   | —               | Local Hero / Overboard                         | — | 28. Sep. 2010        | —                                     |
| 3   | —               | Nobody’s Home / Unknown Soldier                | — | 5. Okt. 2010         | —                                     |
| 4   | —               | Royal Bubbles / Needle Drop                    | — | 12. Okt. 2010        | —                                     |
| 5   | —               | Murder in Greektown / High School Confidential | — | 19. Okt. 2010        | —                                     |
| 6   | —               | Lost Child / Murder 101                        | — | 26. Okt. 2010        | —                                     |
| 7   | —               | Broken Engagement / Trashman                   | — | 9. Nov. 2010         | —                                     |
| 8   | —               | Déjà vu / All In                               | — | 16. Nov. 2010        | —                                     |
| 9   | —               | Home Invasion / Drive-By                       | — | 30. Nov. 2010        | —                                     |
| 10  | —               | Shelter                                        | — | 7. Dez. 2010         | —                                     |
| 11  | —               | Ice Man / Malibu                               | — | 4. Jan. 2011         | —                                     |
| 12  | —               | Key to the City                                | — | 11. Jan. 2011        | —                                     |
| 13  | —               | Road to Nowhere                                | — | 1. Feb. 2011         | —                                     |
| 14  | —               | Beaten / Cover Letter                          | — | 8. Feb. 2011         | —                                     |
| 15  | —               | Legacy / Drag City                             | — | 15. Feb. 2011        | —                                     |
| 16  | —               | Stone Cold                                     | — | 8. März 2011         | —                                     |
| 17  | —               | Motor City Blues                               | — | 15. März 2011        | —                                     |
| 18  | —               | Blackout                                       | — | 20. März 2011        | —                                     |

## Rezeption
Robert Bianco von USA Today beschreibt die Serie als beste Polizeiserie bei ABC seit NYPD Blue zu Ende ging. Bianco sagte die beste Eigenschaft der Serie ist ihr ungewöhnlicher Schauplatz und findet es „authentisch“, dass die Serie dort gefilmt wird, wo sie auch spielen soll. Hank Stuever von der Washington Post gab der Serie in seinem Review der neuen Herbst Serien eine „D+“ und sagte „nichts zu sehen hier.“ In vielen Kritiken wurde kritisiert, dass der Style der Mockumentary die ganze Zeit über in der Pilotfolge heraus zu sehen war.
Die Serie hat bei Metacritic ein Metascore von 62/100 basierend auf 22 Rezensionen. Bei TV.com hat die Serie ein Rating von 7,4/10 basierend auf 131 abgegebenen Stimmen und bei IMDb.com hat die Serie ein Rating von 7,6/10 basierend auf 352 abgegebenen Stimmen.
Kritiken zu diesem Film lauteten unter anderem wie folgt:

“A throwback to an earlier era of cop shows when steel-edged realism was still novel and there was a thrill to watching terse, streetwise detectives on shows like ‚Dragnet‘ and ‚Kojak‘ cajole witnesses and browbeat suspects.”

„Eine Rückkehr in eine frühere Ära von Polizei-Serien, als stahlharter Realismus noch neu war und es einen fesselte, den lakonischen und gewieften Detectives in Serien wie ‚Dragnet‘ und ‚Kojak‘ beim Herumkriegen von Zeugen und dem Einschüchtern von Verdächtigen zuzusehen.“

“A too-conventional cop show”

„Eine zu konventionelle Polizeiserie“

‚Detroit 1-8-7‘ […] does not succeed in offering a fresh take on a police drama, but thanks to some strong performances, particularly from Michael Imperioli […] as detective Louis Fitch, it's certainly watchable for viewers who are not tired of the genre.

„‚Detroit 1-8-7‘ […] gelingt es nicht, eine neue Sicht auf das Polizeidrama zu vermitteln; doch dank einiger starker Auftritte, besonders jenem von Michael Imperioli […] als Detective Louis Fitch, ist er durchaus sehenswert für Zuschauer, die das Genre noch nicht leid sind.“